# Euripus ophelion
Euripus ophelion är en fjärilsart som beskrevs av Hans Fruhstorfer 1914. Euripus ophelion ingår i släktet Euripus och familjen praktfjärilar. Inga underarter finns listade i Catalogue of Life.